# Napoleón como Marte pacificador
Napoleón como Marte pacificador   es una escultura realizada en mármol de Antonio Canova en 1803 y terminada en 1806. Está conservada en Apsley House, en la colección de Wellington en Londres. Una copia de bronce fundido en 1811 por los hermanos Righetti se encuentra partir de 1859 en el patio de la Academia de Bellas Artes de Brera, que también posee una de las cinco copias en yeso producidas por Canova, restaurada en 2009 y exhibida en la Pinacoteca de Brera.

## Descripción
Canova eligió retratar al gran general francés, idealizado como un colosal Marte victorioso: siguiendo las costumbres heroicas de la antigua Roma, el emperador está desnudo, a excepción de una capa militar, simplemente apoyada en el hombro izquierdo. El héroe está de pie con el brazo izquierdo levantado para sostener la lanza, mientras que el brazo derecho extendido acoge un Globo de oro, dominado por una Victoria con alas. La figura está flanqueada por un tronco de árbol, que sirve como punto de apoyo para toda la composición escultórica.

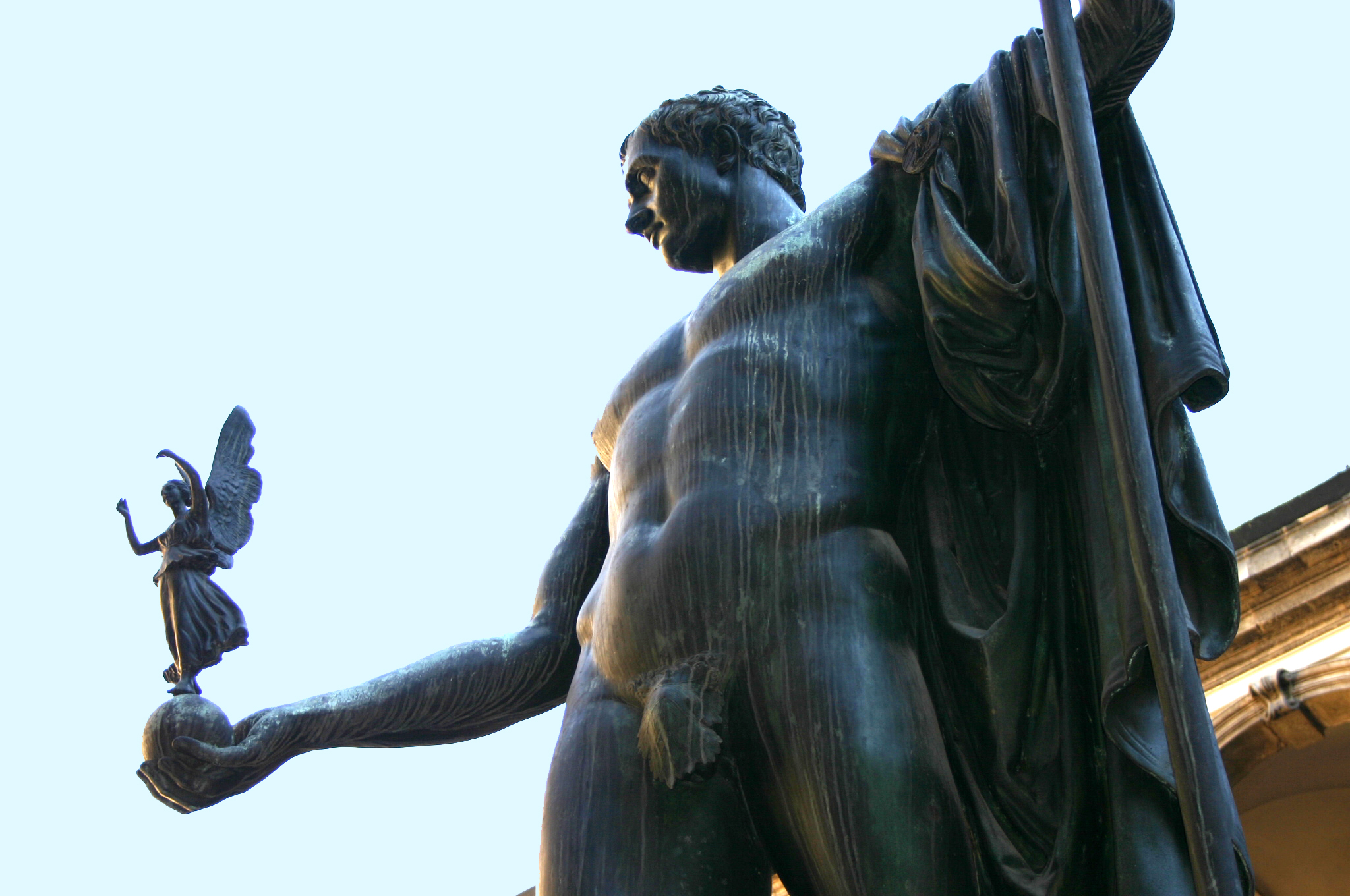
Detalle de la escultura en bronce en la Academia de Bellas Artes de Brera.

El cuerpo totalmente desnudo del emperador recuerda al Hércules en la escultura de Hércules y Licas, aunque de gran dimensión, la figura no es muy musculosa, sino más bien delgado y ágil como un atleta de Policleto. Según Leopold Cicognare, un crítico de arte conocido en la época del artista, para desarrollar la gran escultura, Canova se inspiró en una estatua de atleta de la Galería de los Uffizi.

## Historia
Esta escultura monumental fue encargada originalmente para ser colocada en el centro del patio del Palacio del Senado en 1812, según el proyecto del arquitecto Luigi Canonica.
El 25 de octubre de 1978, personas no identificadas retiraron de la estatua dedicada a Napoleón, la Victoria alada que tenía en la palma de la mano derecha.